# Žetelica
Žetelica (La Glaneuse ; en serbe cyrillique Жетелица) est un monument situé dans la municipalité de Savski venac et dans le parc de Topčider à Belgrade en Serbie. Elle est inscrite sur la liste des monuments culturels protégés de la république de Serbie et sur la liste des biens culturels de la ville de Belgrade.

## Présentation
La statue de la Glaneuse (Žetelica), située dans le parc urbain de Topčider, constitue un des premiers exemples de sculptures décoratives au XIXe siècle en Serbie. La statue représente une femme grandeur nature tenant dans ses mains une gerbe de blé. Elle date de 1852 et a été signée par F. Kimmel.